# John Stacy
John Stacy (Sydney, 3 gennaio 1914 – Roma, 20 agosto 1988) è stato un attore australiano, che ha recitato prevalentemente in Italia.

## Biografia
Giunto giovanissimo in Italia, intraprese la carriera d'attore nella prima metà degli anni cinquanta. Nonostante parlasse correttamente l'italiano senza nessuna inflessione inglese, Stacy venne spesso utilizzato dai registi italiani per interpretare lo stereotipo dello straniero.
Dimostratosi fin dagli inizi un attore versatile, ebbe modo di spaziare da un genere cinematografico all'altro interpretando una notevole mole di personaggi, perlopiù in piccoli ruoli da caratterista. Tra gli altri, apparve  nel film Il profeta (1968), con Ann-Margret.
Intorno alla metà degli anni ottanta, ormai anziano e con una carriera trentennale alle spalle, Stacy si ritirò a vita privata.
Morì nel 1988 a 74 anni.

## Filmografia

John Stacy in Kriminal (1966)

### Cinema
- Una donna prega, regia di Anton Giulio Majano (1953)
- Cose da pazzi, regia di Georg Wilhelm Pabst (1954)
- Una parigina a Roma, regia di Erich Kobler (1954)
- Peccato che sia una canaglia, regia di Alessandro Blasetti (1954)
- Il tesoro di Rommel, regia di Romolo Marcellini (1955)
- Guerra e pace (War and Peace), regia di King Vidor (1956)
- The Nice Americans, regia di Anthony Young (1958)
- The Cat Gang, regia di Darell Catling (1959)
- The Headless Ghost, regia di Peter Graham Scott (1959)
- Torna a settembre (Come September), regia di Robert Mulligan (1961)
- Il pianeta degli uomini spenti, regia di Antonio Margheriti (1961)
- Barabba (Barabbas), regia di Richard Fleischer (1961)
- Ponzio Pilato, regia di Gian Paolo Callegari e Irving Rapper (1962)
- Senilità, regia di Mauro Bolognini (1962)
- La ragazza che sapeva troppo, regia di Mario Bava (1963)
- 8½, regia di Federico Fellini (1963)
- Gidget a Roma (Gidget Goes to Rome), regia di Paul Wendkos (1963)
- Il tormento e l'estasi (The Agony and the Ecstasy), regia di Carol Reed (1965)
- Judith, regia di Daniel Mann (1966)
- Modesty Blaise - La bellissima che uccide (Modesty Blaise), regia di Joseph Losey (1966)
- Sicario 77, vivo o morto, regia di Mino Guerrini (1966)
- Kriminal, regia di Umberto Lenzi (1966)
- Assalto al tesoro di stato, regia di Piero Pierotti (1967)
- Attentato ai tre grandi, regia di Umberto Lenzi (1967)
- Fai in fretta ad uccidermi... ho freddo!, regia di Citto Maselli (1967)
- I barbieri di Sicilia, regia di Marcello Ciorciolini (1967)
- Operazione San Pietro, regia di Lucio Fulci (1967)
- La legione dei dannati, regia di Umberto Lenzi (1969)
- Un detective, regia di Romolo Guerrieri (1969)
- Appuntamento col disonore, regia di Adriano Bolzoni (1970)
- La statua (The Statue), regia di Rod Amateau (1971)
- La macchina della violenza (The Big Game), regia di Robert Day (1973)
- Continuavano a chiamarli... er più e er meno, regia di Giuseppe Orlandini (1972)
- Mussolini ultimo atto, regia di Carlo Lizzani (1974)
- Anno uno, regia di Roberto Rossellini (1974)
- Scandalo, regia di Salvatore Samperi (1976)
- Casanova & Company, regia di Franz Antel (1977)
- Yeti - Il gigante del 20º secolo, regia di Gianfranco Parolini (1977)
- Tanto va la gatta al lardo..., regia di Marco Aleandri (1978)
- Quando c'era lui... caro lei!, regia di Giancarlo Santi (1978)
- Indagine su un delitto perfetto, regia di Giuseppe Rosati (1978)
- Io tigro, tu tigri, egli tigra, regia di Giorgio Capitani (1978) - terzo episodio
- Concorde Affaire '79, regia di Ruggero Deodato (1979)
- Mia moglie è una strega, regia di Castellano e Pipolo (1981)
- La salamandra (The Salamander), regia di Peter Zinner (1981)
- Asso, regia di Castellano e Pipolo (1981)
- Grand Hotel Excelsior, regia di Castellano e Pipolo (1982)
- Zeder, regia di Pupi Avati (1983)
- Wild Beasts - Belve feroci, regia di Franco Prosperi (1984)

### Televisione
- L'età di Cosimo de' Medici, regia di Roberto Rossellini (1972)
- Cartesius, regia di Roberto Rossellini (1973)
- Le affinità elettive, regia di Gianni Amico (1979)
- Il treno per Istanbul, regia di Gianfranco Mingozzi (1980)
- Gli innocenti vanno all'estero, regia di Luciano Salce (1983)
- Pope John Paul II, regia di Herbert Wise (1984)

## Doppiatori italiani
- Bruno Persa in Assalto al tesoro di stato, Asso
- Carlo Romano in Una parigina a Roma
- Luciano De Ambrosis in Il tormento e l'estasi
- Mario Pisu in Kriminal
- Giorgio Piazza in Il profeta
- Mario Erpichini in Continuavano a chiamarli... er più e er meno
- Antonio Guidi in Yeti - Il gigante del 20º secolo
- Carlo Alighiero in Indagine su un delitto perfetto
- Gianni Bonagura in Io tigro, tu tigri, egli tigra
- Fernando Cerulli in Mia moglie è una strega
- Corrado Gaipa in Zeder